# Reinhart Koselleck
Reinhart Koselleck   (Görlitz, 23 d'abril de 1923 - Bad Oeynhausen, 3 de febrer de 2006) va ser un dels més importants historiadors alemanys del segle xx.

## Trajectòria
Koselleck va estudiar història, filosofia, sociologia i dret públic a Heidelberg i a Bristol. Entre els professors que més van influir en la seva formació acadèmica destaquen noms com Martin Heidegger, Carl Schmitt, Karl Löwith, Hans-Georg Gadamer, Werner Conze, Alfred Weber, Ernst Forsthoff i Viktor Freiherr von Weizsäcker.
Es va fer conegut per la seva tesi doctoral Kritik und Krise («Crítica i crisi. Un estudi sobre la patogènesi del món burgès») de 1954. Una bona part del seu treball tracta de la història intel·lectual, social i administrativa de Prússia i Alemanya en els segles XVIII i XIX. Les seves investigacions, assaigs i documents abasten un ampli àmbit temàtic. En general, la tasca de Koselleck gira entorn de la història intel·lectual de l'Europa occidental del segle xviii fins als nostres dies. És notable el seu interès tant per la historiologia com per la història conceptual.
És un dels més importants pensadors associats amb l'anomenada Begriffsgeschichte («història conceptual»), una disciplina que es contraposa a la «història de les idees», molt abstracta segons la seva opinió, i que s'orienta a l'estudi dels usos lingüístics a tota la vida social, política i jurídica. Koselleck la va saber exposar com a «historiador pensant», segons va dir Hans-Georg Gadamer, i la va arribar a plasmar en el seu gegantí diccionari Geschichtliche Grundbegriffe (1971-1992), editat amb Otto Brunner i Werner Conze, que recorre la història del món europeu modern mitjançant les històries dels conceptes de «revolució», «formació», «utopia», «crisi», «il·lustració» o «emancipació».
Algunes veus han assenyalat les insuficiències de la forma de procedir de la Begriffsgeschichte de Koselleck: Així veiem com Rolf Reichardt, un deixeble seu, veu aquesta obra molt influenciada per l'elit cultural. Altres veuen la seva anàlisi amb massa èmfasi en els grans pensadors.

## Pensament
Koselleck va evidenciar la crisi conceptual que va afectar Europa entre 1750 i 1850, un «període cabdal» (Sattelzeit) que va marcar l'adveniment de la modernitat, en el sentit que els conceptes polítics i socials canvien de sentit i adquireixen una dimensió normativa, en el sentit que deixen de descriure només els fenòmens socials i tenen també la vocació d'influir-hi. Aquest poder estructurador els permet orientar-se no només cap al passat, sinó també cap al futur. Segons Koselleck, el mateix concepte modern d'«història» data a Alemanya de finals del segle XVIII amb la transició del plural al singular i la fusió dels termes «Història» i Geschichte, el qual designa des d'aleshores tant l'esdeveniment, la seva història com la seva anàlisi.
Koselleck va ser el principal iniciador de la història dels conceptes (Begriffsgeschichte, en l'expressió que prové de Friedrich Hegel). No concep aquest camp com un estudi purament lingüístic de termes deslligats del seu context social, sinó que, al contrari, el situa amb força en la història social, i l'estudi de la semàntica del discurs polític i social ha de ser considerat com un requisit previ per a una veritable comprensió dels fets històrics. Es tracta d'«una història lingüística dels conceptes, atenta als intercanvis incessants entre llengua i societat i a les diferències entre els usos actuals i els usos passats d'un mateix concepte, sentint que qualsevol ús actual d'un objecte d'estudi passat implica una història dels conceptes que han permès anomenar-lo.».

El mètode desenvolupat per Koselleck i els seus col·laboradors, la semàntica històrica («indicador i factor de canvi social») es va establir en l'àmbit universitari alemany. En termes generals, Koselleck es va centrar a desenvolupar la direcció espiritual (Geisteswissenschaftlich) i filosòfica de la història social més que en la direcció neomarxista i estadística que posa l'accent en el paper dels mecanismes econòmics en l'evolució de les societats.

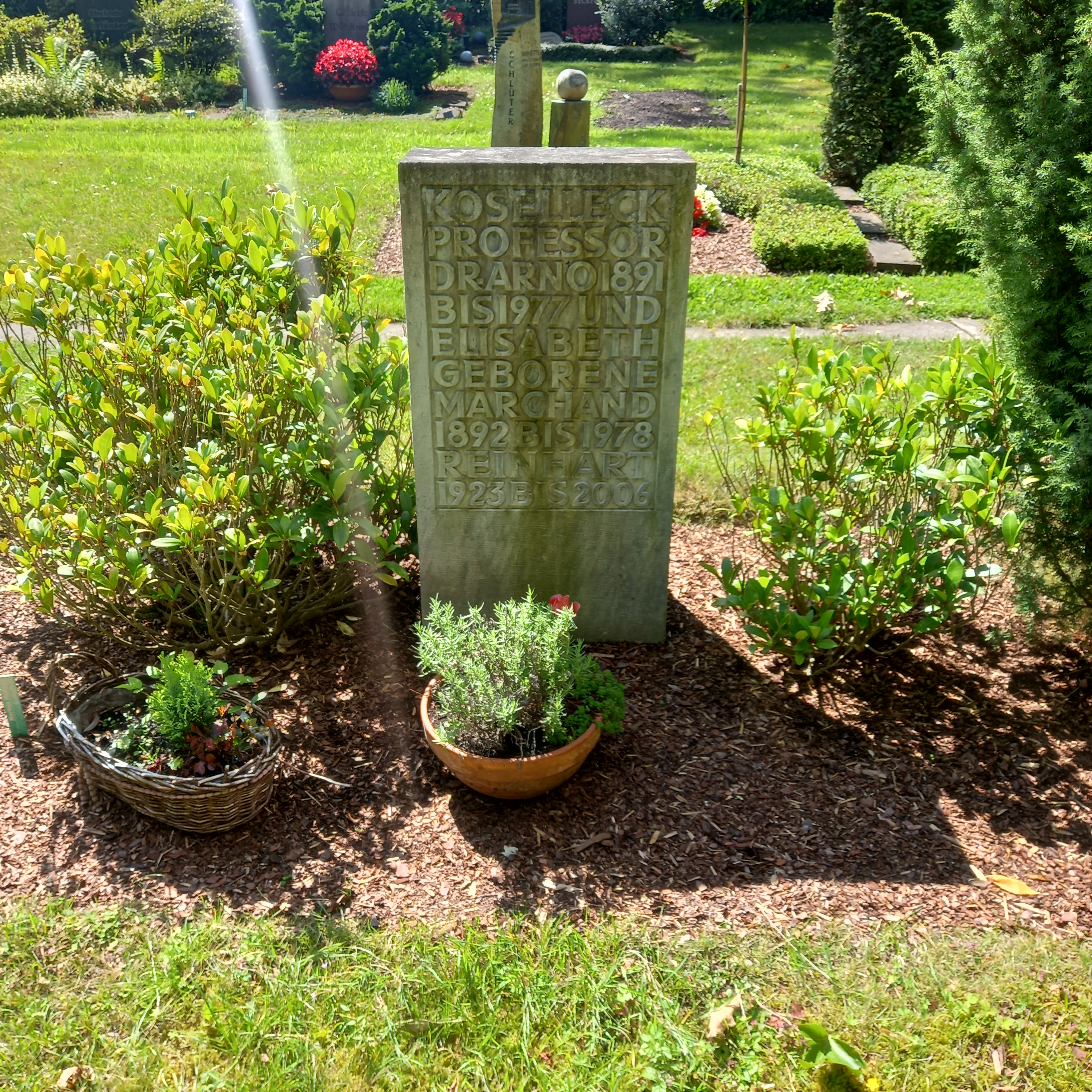
La tomba familiar de Reinhart Koselleck al cementiri de Stieghorst a Bielefeld

Al final de la seva carrera, el creixent interès de Koselleck per l'antropologia el va portar a estudiar monuments commemoratius de guerra i cementiris militars en obres com Der politische Totenkult. Kriegerdenkmäler in der Moderne (1994) i Zur politischen Ikonologie des gewaltsamen Todes (1998).

## Obra publicada
- Preußen zwischen Reform und Revolution. Allgemeines Landrecht, Verwaltung und soziale Bewegung von 1791 bis 1848. Klett-Cotta, Stuttgart 1967, ISBN 3-12-905050-7 (zugleich: Habilitationsschrift, Heidelberg 1965).
- Kritik und Krise. Eine Studie zur Pathogenese der bürgerlichen Welt. Suhrkamp, Frankfurt am Main 1973, ISBN 3-518-07636-1.
- Vergangene Zukunft. Zur Semantik geschichtlicher Zeiten. Suhrkamp, Frankfurt am Main 1979, ISBN 3-518-06410-X.
- mit Louis Bergeron, François Furet: Das Zeitalter der europäischen Revolution 1780–1848 (= Fischer Weltgeschichte. Bd. 26). Fischer-Taschenbuch-Verlag, Frankfurt am Main 1969, ISBN 3-596-60026-X.
- mit Hans-Georg Gadamer: Hermeneutik und Historik. Winter, Heidelberg 1987, ISBN 3-8253-3932-7.
- Goethes unzeitgemäße Geschichte. Manutius, Heidelberg 1997, ISBN 3-925678-67-0.
- Expérience de l’Histoire. Paris 1997, ISBN 2-02-031444-4.
- Points (Taschenbuch), 2011, ISBN 978-2-757-82173-2.
- Zur politischen Ikonologie des gewaltsamen Todes. Ein deutsch-französischer Vergleich. Schwabe, Basel 1998, ISBN 3-7965-1028-0.
- . In:. Nr. 13, 1998 (zeit.de).
- Europäische Umrisse deutscher Geschichte. Zwei Essays. Manutius, Heidelberg 1999, ISBN 3-925678-86-7.
- . Studien zur Historik. Mit einem Beitrag von Hans-Georg Gadamer. Suhrkamp, Frankfurt am Main 2000. / 2003, ISBN 3-518-29256-0.
- Thomas Meyer: Die Geologie der Geschichte Rezension. In: Die Zeit, Nr. 45, 2. November 2000.
- The Practice of Conceptual History. Timing, History, Spacing Concepts (Cultural Memory in the Present). Stanford 2002, ISBN 0-8047-4022-4.
- Begriffsgeschichten. Suhrkamp, Frankfurt am Main 2006, ISBN 3-518-58463-4.
- Vom Sinn und Unsinn der Geschichte. Aufsätze und Vorträge aus vier Jahrzehnten. Hrsg. von Carsten Dutt. Suhrkamp, Berlin 2010, ISBN 978-3-518-58539-9.
- Erfahrene Geschichte. Zwei Gespräche mit Carsten Dutt. Winter, Heidelberg 2013, ISBN 978-3-8253-6278-2.